# 맹경일

맹경일(1963~)은 조선민주주의인민공화국의 정치인이며, 최고인민회의 부의장이다.

## 생애
1963년에 태어났으며, 김일성종합대학을 졸업하였다. 남북회담에서 처음 모습을 보였으며, 조선아시아태평양평화위원회, 조국통일민주주의전선, 조국평화통일위원회, 통일전선부의 다양한 직책을 보여주었다. 17~21차 남북 장관급회담 북한측 대표로 참석하였으며, 김대중 대통령 서거 당시 조문단으로 방남하였다. 그 외에도 이희호 여사 방북 당시 직접 수행하였으며, 평창올림픽 개최 전 북한대표단의 일원으로 방남하였다. 2023년에는 최고인민회의 부의장으로 선출되었다.